# The End of the Road (film 1919)
The End of the Road è un film muto del 1919 diretto da Edward H. Griffith. Di genere educativo, si rivolge alle donne come parte, negli Stati Uniti, di una campagna nazionale per la sensibilizzazione ai problemi delle malattie veneree e trae origine dagli studi fatti sul campo da Katharine Bement Davis, ex direttrice di una sezione della Divisione Igiene Sociale del Ministero della Guerra.
Tra gli interpreti, Richard Bennett, Claire Adams, Arthur Housman, Alice Brady, Helen Ferguson e, con il nome di Joyce Fair, la futura commediografa, giornalista e donna politica Clare Boothe Luce.

## Trama
La madre di Mary istruisce la figlia sull'amore, il matrimonio e il sesso. La ragazza, allora, decide di diventare infermiera e lascia Paul, il fidanzato. In ospedale, Mary incontra la giovane Vera, che ha contratto la sifilide dal suo ricco fidanzato. Altre donne ammalate raccontano la loro storia: una cameriera irlandese, tradita da un autista; un'operaia infettata da un soldato; la moglie invalida di un ricco donnaiolo che le ha attaccato la malattia e ha provocato la cecità del loro bambino. Paul, che si è arruolato, le chiede di avere con lui un rapporto prima della sua partenza per l'Europa. Mary rifiuta. Ma, in Europa, quando si sarà resa conto delle qualità del giovane, accetterà la sua proposta.

## Produzione
Il film fu prodotto dalla Famous Players-Lasky Corporation, dall'American Social Hygiene Association e dall'U.S. War Department come parte della campagna nazionale della Divisione Igiene Sociale della Commissione Dipartimento di Guerra sulle Attività di addestramento. La pubblicità del film sosteneva che i casi trattati erano tutti reali e che erano tratti da quelli studiati da Katharine Bement Davis mentre era commissario a New York. Al momento della produzione del film, Katharine Bement Davis era direttore della sezione sul lavoro delle donne della Divisione Igiene Sociale del Ministero della Guerra. Il film è stato prodotto sotto la supervisione dell'esercito, e la sua realizzazione è stata resa possibile dalla collaborazione di un certo numero di agenzie, tra cui il Consiglio Nazionale della Guerra, YWCA, The Famous-Players Lasky Corp., l'associazione americana igiene sociale, la Lega nazionale per le donne. Alcune scene che mostrano casi clinici di infezione veneree sono state girate nei reparti femminili dell'Isola Blackwell, a New York City.

## Distribuzione
Il copyright del film, richiesto dalla American Social Hygiene Association, Inc, fu registrato il 30 gennaio 1919 con il numero LU13332.

Distribuito dalla Public Health Films per la Surgeon General William Crawford Gorgas, il film fu presentato in prima a Syracuse, nello Stato di New York, il 16 febbraio 1919.
Copie complete della pellicola si trovano conservate negli archivi della Library of Congress di Washington, del Museum Of Modern Art di New York, dei National Archives di Washington, dei National Archives Of Canada di Ottawa.